# Patricia McPherson
Patricia McPherson (Oak Harbor (Washington), 27 november 1954) is een Amerikaans actrice. McPherson werd vooral bekend als Bonnie Barstow in de actieserie Knight Rider.
McPhersons vader was een hoge officier in de Amerikaanse marine. Ze spendeerde een aantal jaren in Parijs, waar haar vader naartoe gestuurd werd. Later volgde ze studies aan de universiteiten van Florida en Californië. Ze werd een succesvol model en werkte als grafisch tekenaar voor tijdschriften. Ze brak door als actrice met Knight Rider.
Ze speelde onder meer gastrollen in MacGyver, Dynasty en Murder She Wrote.

## Filmografie
- The Stunt Man (1980) - Knappe vrouw (Niet op aftiteling)
- Othello (Video, 1981) - Venetiaan
- Concrete Beat (Televisiefilm, 1984) - Vrouw in eerste bar
- Prime Risk (1985) - Directielid Federal Reserve
- Knight Rider Televisieserie - Bonnie Barstow (64 afl., 1982-1986)
- Starman Televisieserie - Jessica Bennett (Afl., Fatal Flaw, 1986)
- MacGyver Televisieserie - Michelle 'Mike' Foster (Afl., Jack of Lies, 1986)
- Dynasty Televisieserie - Victoria Anders (Afl., The Testing, 1987)
- Star Trek: The Next Generation Televisieserie - Ariel (Afl., Angel One, 1988)
- Aftershock (1990) - Meid in bar (Niet op aftiteling)
- Murder She Wrote Televisieserie - Betty (Afl., A Body to Die For, 1990)
- Matlock Televisieserie - Karen Sylvester (Afl., The Witness Killings, 1991)

- Gemeinsame Normdatei: 1241207259
- International Standard Name Identifier: 0000 0000 4857 7096
- Library of Congress Control Number: no2004124631
- Nationale Bibliotheek van Polen: a0000002456483
- Virtual International Authority File: 26787669
- WorldCat: E39PBJt3TykmTWP3BghbtbhCQq